# Erzählcafé
Als Erzählcafé wird eine partizipative und interaktive Methode des autobiographisch orientierten Erzählens bezeichnet. Es ist ein niederschwelliger Bildungsanlass und unterscheidet sich durch den explizit biographischen Bezug und der damit einhergehenden Selbstreflexion sowohl vom sachbezogenen Argumentieren und Diskutieren in Gesprächsrunden als auch vom „Reden über andere“ oder Kaffeeklatsch. Im Erzählcafé werden Alltagsgeschichten von gewöhnlichen Menschen in angenehmer Atmosphäre wertgeschätzt. In der Erwachsenenbildung und Seniorenarbeit ist das Erzählcafé ein beliebtes Verfahren, um Menschen den Raum zu geben, ihre Erfahrungen in Bezug zu setzen mit den Erfahrungen anderer und mit geschichtlichen und gesellschaftlichen Rahmenbedingungen ihrer Zeit. Ziel ist das genaue Hinhören und die Wertschätzung jedes Einzelnen.

## Methode
In der Erwachsenenbildung und Sozialarbeit spricht man von einer Methode „Erzählcafé“. Im Fokus steht das Hören und Erzählen von Lebensgeschichten, die auf einen thematischen Hintergrund bezogen, gemeinsam reflektiert werden. Die kommunikativen Regeln, nach denen der Austausch stattfindet, sollten im Vorfeld klargestellt werden. Die Moderation hat die Aufgabe, die Einhaltung der vereinbarten Regeln während der Veranstaltung sicherzustellen.
Im deutschen Sprachraum existieren verschiedene Erzählcafé Formate und Variationen. In einer Variante erzählt ein von einem Veranstalter eingeladener Mensch aus eigener Erfahrung über Sachverhalte, die persönlich bedeutsam sind, für die sich aber auch das Publikum interessiert. Emotionen sollen nicht verborgen werden. Die Verbindung von Gefühlen und Fakten machen die Attraktivität für den Erzählfluss und für das Publikum aus. Das Publikum hat zunächst die Rolle des Zuhörers, erhält in der Folge dann die Gelegenheit Rückfragen zu stellen und einzelne Aspekte mit dem Referenten (Erzählenden) gemeinsam ausführlicher zu erörtern. Das Publikum hat eine wichtige Funktion: Es befördert das Erzählen durch Fragen und Hinweise, die dem Erzählenden auf Anhieb nicht eingefallen sind. Die Atmosphäre ist weniger formell als vertraut oder sogar familiär, weil es um Inhalte geht, die emotional tangieren. In der weiteren Variante tauscht eine Gruppe in Begleitung von einer vorbereiteten Moderatorin individuelle Erlebnisse zu einem festgelegten Thema aus. Die Moderatorin spannt einen Bogen zwischen Vergangenheit, Gegenwart und Zukunft und erlaubt es den Teilnehmenden ihre Erfahrungen im Wandel der Zeit zu reflektieren. Gleichzeitig werden Unterschiede und Gemeinsamkeiten zwischen Generationen und Lebenswelten deutlich, was zum Abbau von Vorurteilen führen kann.

## Geschichte
Die Methode Erzählcafé wird seit 1987 als Bildungsangebot und dynamische, interaktive Form der Biografiearbeit in der Sozialarbeit eingesetzt. Die Idee, Erzählcafés zu gründen, wurde vor allem in Berlin nach dem Mauerfall 1989 lebendig. Zahlreiche Erzählcafés wurden ins Leben gerufen, bei denen sich Ost- und Westberliner als neue Nachbarn kennenlernen konnten. Damit lebte eine vergessene Erzählkultur wieder auf und war so erfolgreich, dass sie in vielen Städten Verbreitung fand.
Siehe auch: Mündliche Überlieferung

## Erzählcafés im deutschen Sprachraum

### Deutschland
Das Frankfurter Erzählcafé ist eine Veranstaltungsreihe in der Tradition der Oral History. Es wurde nach Berliner Vornbild 1990 vom „Institut für Sozialarbeit“ in Frankfurt am Main gegründet und ist seit 1998 eine feste Einrichtung des Instituts für Stadtgeschichte.
In Berlin entstanden mehrere Erzählcafés, zum Beispiel seit 2001 im Kreativhaus, einem generationenübergreifenden Projekt, als moderierte Gesprächsrunde über Kunst, Kultur, Literatur und das Leben und beim Verein Freunde alter Menschen, einem Mitglied der internationalen Föderation les petits frères des Pauvres.
Die „Erzählcafé-Aktion“ wurde 2014 als offenes Mitmachangebot für eine bessere Geburtskultur in Deutschland gegründet und ist heute außerdem noch in der Schweiz, in Österreich, aber beispielsweise auch in Spanien und der Ukraine bekannt (EU-Projekt Birthculture). Jeder kann sich beteiligen und mit Unterstützung durch die gemeinnützige Aktion (Methodenmaterial für Interessierte / kostenloses Erzählcafé-Coaching) ein eigenes Erzählcafé über Geburtserfahrungen veranstalten, dessen Fazit inklusive Statements auf der Webseite öffentlich zugänglich sind. Diese Form der Erzählcafés unterscheiden sich von anderen Angeboten, denn sie sind zugleich ein partizipativer Impuls und Protest, was sich in speziell entwickelten Formaten für sehr unterschiedliche Zielgruppen und Themen zeigt. Über 24 Kooperationen unterstützen, indem sie die Idee verbreiten, u. a. der Deutsche Hebammenverband, das Netzwerk Erzählcafé Schweiz und mehrere Universitäten.
Im Zentrum für Allgemeine Wissenschaftliche Weiterbildung (ZAWiW) der Universität Ulm treffen sich im Erzählcafé ältere Menschen mit gleichaltrigen und jüngeren unter dem Motto „der Geschichte Gesichter geben“.
Das erste Erzählcafé für Überlebende des Naziregimes wird in Köln als ein Ort zum Austausch und der Begegnung vom Bundesverband Information & Beratung für NS-Verfolgte angeboten.
Der Bund Naturschutz veranstaltete 2013 in Zusammenarbeit mit der Kunsthalle Bremen anlässlich einer Hundertwasser-Ausstellung ein Erzählcafé.
Zum 50-jährigen Jubiläum der Olympischen Spiele 1972 suchte das Erzählcafé 2022 im Stadtmuseum München Geschichten und Andenken aus der damaligen Zeit.

### Schweiz
In der Schweiz fand seit 2007 in Zürich im städtischen Zentrum Karl der Grosse ein Erzählcafé statt. Eröffnet wurde es durch einen Überraschungsgast, der eine Episode oder Anekdote aus seinem Leben erzählt.
2015 entstand das Netzwerk Erzählcafé Schweiz, ein Netzwerk von Erzählcafé-Moderatorinnen, Trägerschaften und Interessenten. Das Netzwerk bietet Workshops und Werkstattgespräche an und betreibt eine Homepage mit einer öffentlichen Agenda von stattfindenden Erzählcafés in der ganzen Schweiz.

### Österreich
Das Österreichische Institut für Biografiearbeit bietet in Wien regelmäßig moderierte Erzählcafés zu bestimmten Themenschwerpunkten an, wie „Meine Lehr- und Wanderjahre“ und „Das war früher chic!“.
Auf einer Tagung zum Thema Evangelische Identitäten nach 1945 in Österreich der Evangelischen Akademie Wien wurden wissenschaftliche Vorträge von Erzählcafés mit Zeitzeugen ergänzt und im Tagungsband dokumentiert.

## Ähnliche Konzepte
- Lerngeschichte – ein pädagogisches Konzept aus Neuseeland
- Oral History